# Neptun (1911)
Neptun – polski rzeczny holownik ratowniczy. W 1918 przejęty przez Polskę pod nazwą „Matejko”, w tym samym roku przemianowany na „Neptun”. Holownik był jednym z nielicznych tylnokołowców Flotylli Pińskiej. Obok funkcji holownika ratowniczego spełniał również funkcje bazy oddziału maskowania flotylli w Pińsku. „Neptun” zatonął w wyniku samozatopienia (na Prypeci) spowodowanego inwazją Armii Czerwonej z 17 września 1939 roku na ówczesną wschodnią Polskę.
Zbudowany w Koźlu w roku 1911 przez stocznię Caesar Wollheim pod numerem budowy 343 (według innych danych, przez stocznię Kaiser Wilhelm Werft).
W 1914 wszedł w skład austro-węgierskiej Flotylli Wiślanej (Weichselflotille). Bazował w Warszawie, następnie w Bydgoszczy.

## Podstawowe dane techniczne
- Wyporność
  - standardowa 34 ton
  - pełna – 48 ton
- Długość – 25 m
- Napęd – maszyna parowa o mocy 35 KM, tylnokołowiec
- Prędkość – 12 km/h

### Uzbrojenie
- 1 działko 37 mm (początkowo, później zdemontowano)
- 1 ckm 7,92 mm